# Postua
Postua är en ort och kommun i provinsen Vercelli i regionen Piemonte, Italien. Kommunen hade 578 invånare (2018).